# Costantino Macroducas
Constantino Ducas (in greco Κωνσταντίνος Δούκας?; ... – 30 maggio 1185) chiamato Macroducas (Μακροδούκας, "Alto Ducas", probabilmente un soprannome) da Niceta Coniata, era un nobile bizantino.

## Biografia
Sebbene sia una figura di spicco del tardo periodo Comneno, non è possibile stabilire la sua origine familiare o i suoi legami con la dinastia dei Ducas dell'XI secolo. È attestato per la prima volta in documenti del 1166, dove ha già il rango di pansebastos sebastos di alta corte ed è imparentato con la dinastia regnante per matrimonio con una figlia del sebastokrator Isacco Comneno e nipote dell'imperatore Manuele I Comneno (r. 1143-1180). Macroducas compare poi nel 1170 e nel 1176, quando accompagna l'imperatore Manuele I nelle sue campagne contro i Turchi Selgiuchidi.
Sotto Andronico I Comneno (1183-1185), Macroducas godette inizialmente del favore dell'imperatore e salì al rango di panhypersebastos. Tuttavia, dopo la ribellione del nipote di Macroducas, Isacco Comneno, che si era autoproclamato imperatore a Cipro, fu arrestato insieme ad altri parenti del ribelle, accusato di tradimento e condannato il 30 maggio a morte per lapidazione. Dopo essere sopravvissuto alla lapidazione, fu trascinato a Mangani, dove fu squartato.

## Famiglia
Constantino Macroducas sposò Anna Comnena, figlia di Isacco Comneno, nel 1166. Ebbero almeno una figlia, Zoe Ducas, che sposò Giovanni Ducas.